# Otto Rydelius
Otto Edvin Topsy Rydelius, född 5 april 1919 i Ramsberg, död 23 november 1957 i Örebro, var en svensk tecknare, skulptör och grafiker.
Han var son till fabrikören Karl Persson och Stina Rydelius, från 1946 gift med Anna Mary Olssun.
Rydelius studerade anatomi och färglära för Wacek von Reybekiel i Stockholm för övrigt var han autodidakt som konstnär. Han utbildade sig till reklamman och drev egen reklamfirma 1937-1939. Han genomförde ett 20-tal separatutställningar och medverkade i bland annat samlingsutställningarna Unga tecknare på Nationalmuseum, Örebromålare i Örebro, Närkekonstnärer i Örebro och med Örebro läns konstförening.
Under namnet Edvin Persson ställde han ut två skulpturer i den jurybedömda vårsalongen i Örebro, de två abstrakta bluffskulpturerna tillverkade av skrot gav upphov till en flitig pressdebatt.
Hans konst består av teckningar och grafik med ett berättande innehåll och abstrakta skulpturer.
Rydelius är representerad vid Örebro läns museum, Gustav VI Adiolfs samling, Örebro läns landsting, Livregementets grenadjärer och Örebro kommun.
Rydelius var en av initiativtagarna till bildandet av Örebro läns konstnärers förening.